# Hochreichart
Hochreichart (2417 m n.p.m.) – drugi pod względem wysokości szczyt w grupie Seckauer Tauern, w Niskich Taurach. Od najwyższego szczytu pasma – Geierhaupt niższy jest zaledwie o 1 metr. Sekckauskie Taury leżą w środkowej Austrii, w landzie Styria. 

## Geologia
Hochreichart, podobnie jak całe Niskie Taury zbudowany jest z metamorficznych skał krystalicznych. Jest wybitnym szczytem o kształcie spłaszczonej piramidy. Wyglądem przypomina najwyższe szczyty Tatr Zachodnich. 

## Turystyka
Szczyt jest stosunkowo łatwo dostępny dla bardziej doświadczonych turystów. Ze względu na duże wyniesienie w stosunku do otaczających dolin zarówno od północy jak i od południa wejście na wierzchołek wymaga jednak sporego wysiłku. 
Najdogodniejsza droga na szczyt prowadzi od północy, z miejscowości Mautern leżącej przy autostradzie Leoben–Bischofshofen. Około 3 km na zachód od Mauthern, niemal w połowie odległości od Kalwang, kolejnej miejscowości przy autostradzie, oddziela się od szerokiej głównej doliny, którą prowadzi autostrada, odgałęziająca się w kierunku południowym wąska dolina górska biegnąca w głąb Niskich Turów. Wejście do tej doliny, na wysokości ok. 780 m n.p.m. stanowi właściwy punkt wyjścia w drodze na szczyt. Doliną tą, zwaną Hagenbachtal należy iść w górę, a po jej rozgałęzieniu prawym jej ramieniem (dla idącego w górę) aż do schroniska Hochreichart Schutzhaus leżącego na wysokości 1483 m n.p.m. Czas od wejścia to około 3 h. 
Od schroniska w kierunku południowym, rozległym kotłem zwanym Brandstatterkar w górę na widoczną w grani wybitną przełęcz Brandstattertorl, 2021 m n.p.m., położoną między szczytami Hochreihart (leżącym na prawo) i Brandstatterkogel, 2234 m n.p.m. (leżącym na lewo), ok. 2 h. Od przełęczy w prawo, stromo w górę szeroką, pod koniec rozpłaszczoną granią na wierzchołek szczytu Hochreihart. Czas wejścia od przełęczy około 1:30 h, od schroniska 3:30 h, trochę mozolnie. 
Przy dobrej pogodzie z wierzchołka roztacza się piękna panorama. 